# Olimpijski komitet Slovenije
Olimpijski komitet Slovenije (slovenski: Olimpijski Komite Slovenije - Združenje športnih zvez, skraćeno OKS) krovna je organizacija olimpijskog športa u Sloveniji i najvažniji športski savez te zemlje. Utemeljen je 15. listopada 1991. s ciljem promicanja i održavanja športa na svim razinama društvenog, političkog i kulturnog života Slovenije i novčano potpomoganje razvoja svih športova. OKS službeno je primljen kao član Međunaordnog olimpijskog odbora 17. siječnja 1992., čime je slovenskim športašima omogućen nastup na Zimskim olimpijskim igrama 1992. u Francuskoj.
Prvi predsjednik OKS-a, koji je dužnost obnašao pune 23 godine, bio je Janez Kocijančič. 16. prosinca 2014. naslijedio ga je Bogdan Gabrovec.
Znak OKS-a načinjen je iz Triglava, olimpijskih krugova i triju geometrijskih likova: kruga, četverokuta i trokuta. Triglav je obojan u zelenu i plavu predstavljajući tako ljetne i zimske športove te ljetne i zimske Olimpijske igre.